# Pemberton Heights
Pemberton Heights est une census-designated place située dans le comté de Burlington, dans l’État du New Jersey, aux États-Unis. Lors du recensement de 2020, elle compte 2 485 habitants.